# Шахта імені Г. Г. Капустіна
ДВАТ «Шахта ім. Г.Г. Капустіна». Названа на честь геолога Григорія Капустіна. Входить до ДХК «Лисичанськвугілля». Розташована у місті Привілля Лисичанської міськради, Луганської області.
Стала до ладу у 1955 р. з виробничою потужністю 420 тис. т/рік.
У грудні 1953 року тресту «Лисичанськвугілля» було затверджено планове завдання на будівництво кількох нових шахт. В 1954 році згідно з наказом № 85 Міністерства вугільної промисловості СРСР від 5 лютого 1954 року по проекту контори «Ворошіловградуглепроект», затвердженому в квітні цього ж року, почалося будівництво гідрошахти з робочою назвою «Привольнянська-Північна» проектною потужністю 650 тис. Тонн вугілля на рік. Практикувався в ті роки такий вид видобутку вугілля - у гідравлічний спосіб.
Першими поселенцями на «Шахту« Привольнянська-Північна» були мобілізовані робочі з Рубіжного - майже всі з них з російськими прізвищами, але найбільше прибуло «комсомольців» з самого серця Галичини - Станіславської (нині Івано-Франківської) області. У першому заклику галичан було 29 чоловік і цей список досі прикрашає один зі стендів в будівлі АБК «Шахти ім. Григорія Капустіна ».
Шахтне поле розкрите 8-ма похилими стволами пройденими до гор. 379 м. Шахта надкатегорійна за метаном і небезпечна за вибуховістю вугільного пилу. Відпрацьовувала пласти m3
н, і3, L1 потужністю 0,8-2,2 м, кути падуння 12-18°.
Перша назва шахти - Привільнянська-Північна, у 1972 р. шахті названо ім'ям Григорія Капустіна.
Фактичний видобуток 1288 т/добу (1989). У 2003 р. видобуто 14 тис.т вугілля.
У 2015 р. встановлено пам'ятник «Шахтарям, що загинули». Достеменно відомо що з 1955 р. по 2014 р. на шахті загинуло 55 гірників.

### Техніко-економічні показники
За весь період роботи підприємства видобуто 18,4 млн. Тонн вугілля, всього пройдено гірничих виробок - 309 км, з них розкривних і підготовчих - 207 км.
Максимальна видобуток склав 612,8 тис.тонн в 1980 р Максимальне проведення гірничих виробок - 7,5 км в 1983 році.
В межах шахтного поля промислові запаси вугілля на 01.01.2016 року становлять 19,6 млн. Тонн. Вугільні пласти залягають у відносно сприятливих гірничо-геологічних умовах. Вугілля марок ДГ - енергетичний.
З моменту введення в експлуатацію, в листопаді 2015 року, з 7-ї східної лави пласта k8н було видобуто 5,8 тис.тонн низькозольного вугілля (23,0% - 25,0%).
Адреса: 93191, м. Привілля, Луганської обл.

## Згадки у ЗМІ
- ПОЛИТСПУТНИК: Сюжет від 27 жовт. 2018 р.
- Суспільне Донбас: Сюжет від 25 серп. 2018 р.
- Суспільне Донбас: Сюжет від 25 серп. 2018 р.
- Суспільне Донбас: Сюжет від 23 лип. 2017 р.
- Суспільне Донбас: Сюжет від 17 лип. 2017 р.
- ИЗ ИСТОРИИ «ШАХТЫ ИМ. ГРИГОРИЯ КАПУСТИНА» [Архівовано 21 травня 2020 у Wayback Machine.] (рос.)

## Світлини

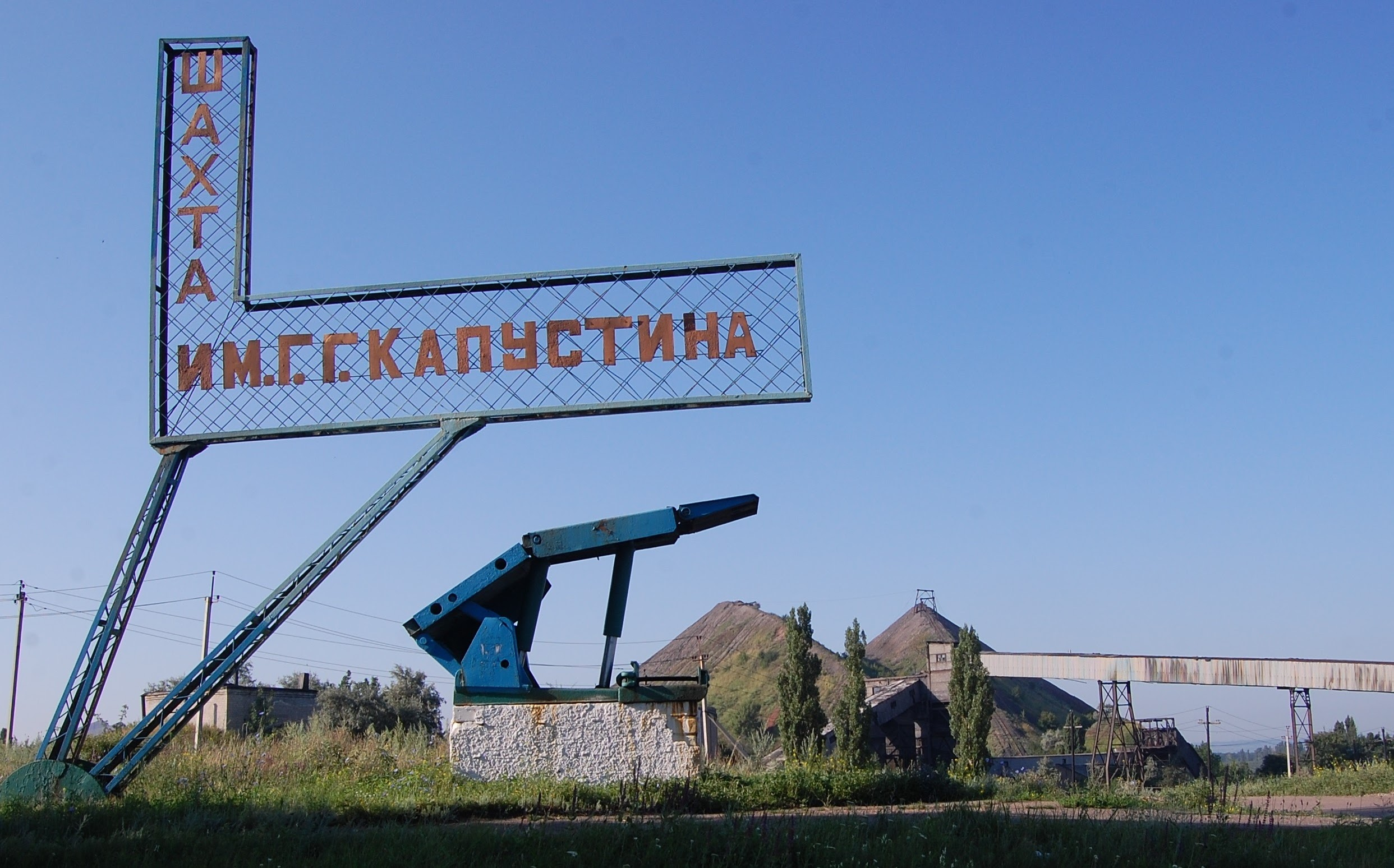
Шахта Капустіна
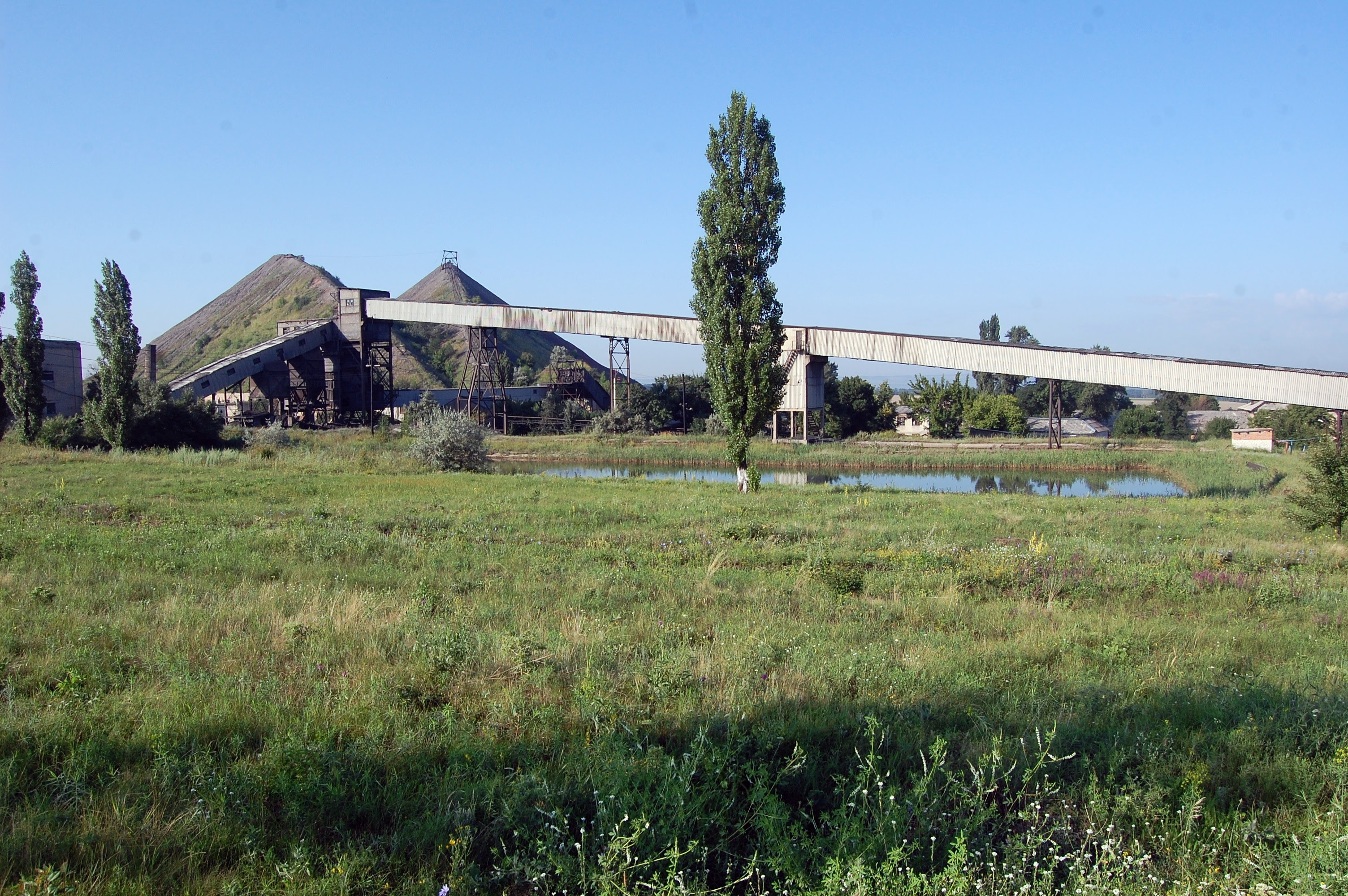
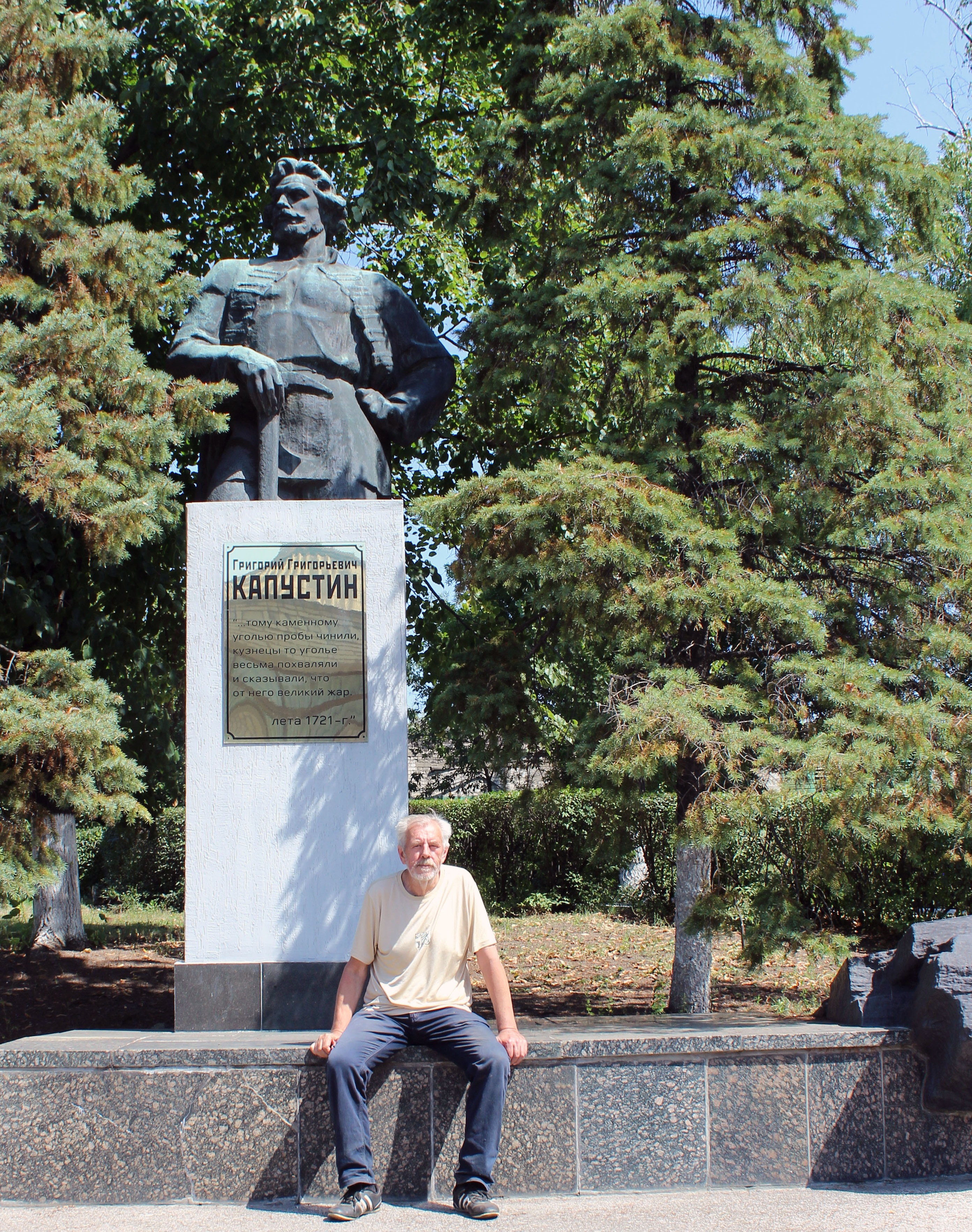